# Evert Suonio

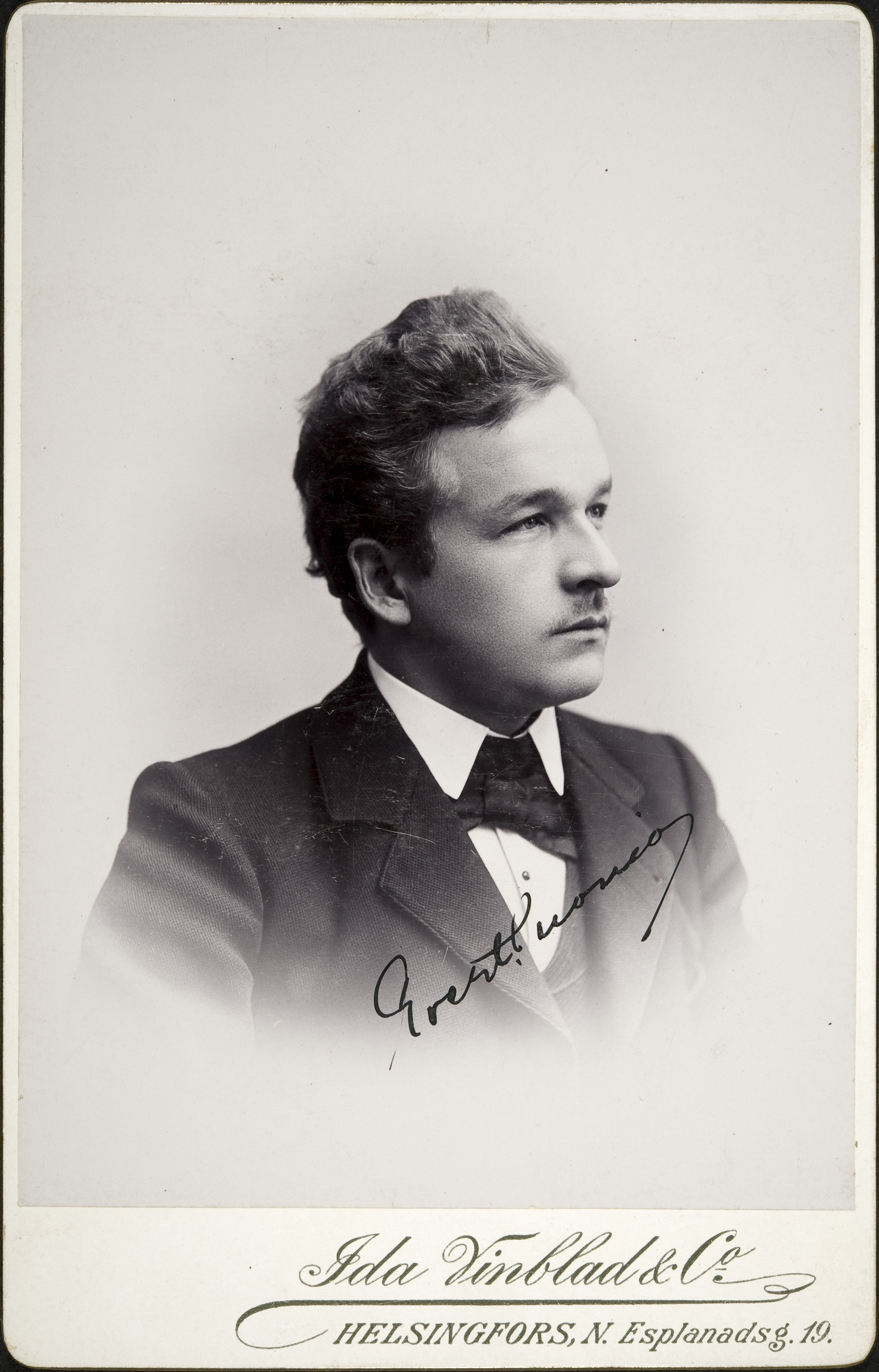
Evert Suonio i början av 1900-talet.

Evert Suonio (Sutinen fram till 1892), född 26 oktober 1871 i Sorsakoski, död 23 mars 1934 i Hausjärvi, var en finländsk skådespelare, sångare och sångtextförfattare. Han var make till skådespelaren Kirsti Suonio samt far till Antero Suonio och Martta Suonio.
Suonios föräldrar var sågarbetaren Antti Juhana Suonio och Maria Kristiina Holopainen. Suonio studerade vid Viborgs klassiska lyceum och vid Helsingfors handelsinstitut. Han gjorde därefter studieresor till Centraleuropa och tre gånger till Ungern. Han var under ett halvår skådespelare vid Aurora och August Aspegrens teater, och övergick 1892 till Finlands nationalteater. Under ett kort mellanspel var han medlem i Ida Aalbergs teatersällskap, men övergick sedan permanent till nationalteatern. Han var ledare för den egna sångteatern mellan 1917 och 1934.
Liksom Antti Jalava, lektor i ungerska vid Helsingfors universitet, hyste Suonio intresse för ungersk kultur och ville stärka banden mellan Finland och Ungern. Jalava översatte en mängd ungerska folksånger till finska, vilka Suonio publicerade i en serie häften hos A. Apostols boktryckeri.
Åren 1909, 1910 och 1912 gjorde Suonio 17 grammofoninspelningar, varav en tillsammans med Aili Somersalmi. Till hans mest kända sånger hör Emma, Hevospaimenen häämatka och Villiruusu samt Zacharias Topelius' dikt Inarinjärvi (Enare sjö), vilken Suonio tonsatte och översatte till finska.